# Lijst van vorstelijke en bijzondere missies bij de Nederlandse troonswisseling in 2013
Hieronder volgt een lijst van vorstelijke en bijzondere missies bij de Nederlandse troonswisseling in 2013 in de Nieuwe Kerk in Amsterdam tijdens de inhuldiging van koning Willem-Alexander der Nederlanden.

## Nederlandse gasten
| Naam                                       | Relatie                                 |
| ------------------------------------------ | --------------------------------------- |
| Prinses Mabel                              | Schoonzuster van Willem-Alexander       |
| Prins Constantijn en prinses Laurentien    | Broer en schoonzus van Willem-Alexander |
| Prinses Irene                              | Tante van Willem-Alexander              |
| Prinses Margriet en Pieter van Vollenhoven | Tante en oom van Willem-Alexander       |
| Prinses Christina                          | Tante van Willem-Alexander              |
| Prins Carlos en prinses Annemarie          | Zoon en schoondochter van Irene         |
| Prinses Margarita en Tjalling ten Cate     | Dochter en schoonzoon van Irene         |
| Prins Jaime                                | Zoon van Irene                          |
| Prinses Carolina en Albert Brenninkmeijer  | Dochter en schoonzoon van Irene         |
| Prins Maurits en prinses Marilène          | Zoon en schoondochter van Margriet      |
| Prins Bernhard en prinses Annette          | Zoon en schoondochter van Margriet      |
| Prins Pieter Christiaan en prinses Anita   | Zoon en schoondochter van Margriet      |
| Prins Floris en prinses Aimée              | Zoon en schoondochter van Margriet      |
| Bernardo Guillermo                         | Zoon van Christina                      |
| Nicolás Guillermo                          | Zoon van Christina                      |
| Juliana Guillermo                          | Dochter van Christina                   |

## Buitenlandse gasten
| Naam                                                                                     | Uit                             |
| Vorstelijke missies                                                                      | Vorstelijke missies             |
| ---------------------------------------------------------------------------------------- | ------------------------------- |
| Kroonprins Filip en prinses Mathilde                                                     | België                          |
| Kroonprins Salam bin Hamad al Khalifa                                                    | Bahrein                         |
| Kroonprins Al-Muhtadee Billah en prinses Pengiran Anak Sarah                             | Brunei                          |
| Kroonprins Frederik en prinses Mary                                                      | Denemarken                      |
| Kroonprins Naruhito en prinses Masako                                                    | Japan                           |
| Prins Hassan bin Talal, prinses Sarvath El Hassan                                        | Jordanië                        |
| Erfprins Alois en erfprinses Sophie                                                      | Liechtenstein                   |
| Erfgroothertog Guillaume en erfgroothertogin Stéphanie                                   | Luxemburg                       |
| Prinses Lalla Salma                                                                      | Marokko                         |
| Prins Albert II                                                                          | Monaco                          |
| Kroonprins Haakon en prinses Mette-Marit                                                 | Noorwegen                       |
| Haitham bin Tareq al Said (neef van de sultan, minister van Cultuur)                     | Oman                            |
| Sheikha Moza bint Nasser al Misned                                                       | Qatar                           |
| Kroonprins Felipe en prinses Letizia                                                     | Spanje                          |
| Kroonprins Maha Vajiralongkorn, prinses Maha Chakri Sirindhorn                           | Thailand                        |
| Kroonprins Charles en Camilla, hertogin van Cornwall                                     | Verenigd Koninkrijk             |
| Sheikh Hamed bin Zayed al Nahyan                                                         | Verenigde Arabische Emiraten    |
| Kroonprinses Victoria en prins Daniel                                                    | Zweden                          |
| Bijzondere missies                                                                       |                                 |
| Amado Boudou (vicepresident), Beatriz Rojkes de Alperovich (waarnemend president senaat) | Argentinië                      |
| David Johnston (gouverneur-generaal) en echtgenote                                       | Canada                          |
| Rita Süssmuth (voormalig voorzitter Bondsdag) en echtgenoot                              | Duitsland                       |
| Ali Babacan (waarnemend minister-president) en echtgenote                                | Turkije                         |
| Suh Sang-Kee (voorzitter Kamercommissie voor Inlichtingen)                               | Zuid-Korea                      |
| José Barroso (voorzitter Europese Commissie) en echtgenote                               | Europese Commissie              |
| Martin Schulz (voorzitter Europees Parlement)                                            | Europees Parlement              |
| Herman Van Rompuy (voorzitter Europese Raad) en echtgenote                               | Europese Raad                   |
| Jacques graaf Rogge (voorzitter Internationaal Olympisch Comité) en echtgenote           | Internationaal Olympisch Comité |
| Kofi Annan (voormalig secretaris-generaal Verenigde Naties) en echtgenote                |                                 |
| Helen Clark (directeur VN-Ontwikkelingsprogramma)                                        | Verenigde Naties                |